# Luciano Ursino
Luciano Nahuel Ursino Pegolo (Buenos Aires, 31 de octubre de 1988) es un futbolista argentino nacionalizado boliviano. Juega como centrocampista. Actualmente juega en el The Strongest de la Primera División de Bolivia.

## Trayectoria
Sus inicios se dieron en Temperley, donde realizó todas las inferiores y disputó 30 juegos con el plantel de primera. Luego tuvo un pasaje por el 3 de Febrero de la Primera División de Paraguay, convirtiendo 4 anotaciones en 28 juegos disputados.
En 2011 fichó por el Zamora FC de la Primera División de Venezuela, en donde tuvo un paso fugaz. En 2012 regresa al fútbol guaraní para vestir los colores del Independiente de Campo Grande, fichando con su compatriota Pablo Despósito.
En Venezuela ha tenido su mayor destaque futbolístico, donde jugó por los equipos de Estudiantes de Mérida, Atlético Venezuela y Deportivo La Guaira. En este último consiguió ser campeón de la Copa Venezuela y disputó la Copa Sudamericana.
El 9 de abril de 2021 se confirmó su nacionalización como boliviano.
El 24 de marzo de 2023 y tras cumplir los 5 años exigidos por FIFA, debutó oficialmente como jugador de la Selección Boliviana.

## Clubes
| Club                       | País      | Año           |
| -------------------------- | --------- | ------------- |
| Temperley                  | Argentina | 2008 - 2010   |
| 3 de Febrero               | Paraguay  | 2010 - 2011   |
| Zamora FC                  | Venezuela | 2011          |
| Independiente C.G          | Paraguay  | 2012          |
| Estudiantes de Mérida F.C. | Venezuela | 2013          |
| Atlético Venezuela         | Venezuela | 2014          |
| Deportivo La Guaira        | Venezuela | 2014 - 2015   |
| Real España                | Honduras  | 2015-2017     |
| Sport Boys Warnes          | Bolivia   | 2018-2019     |
| Royal Pari                 | Bolivia   | 2020-2021     |
| The Strongest              | Bolivia   | 2022-presente |

## Palmarés

### Campeonatos nacionales
| Título           | Club                | País      | Año  |
| ---------------- | ------------------- | --------- | ---- |
| Copa Venezuela   | Deportivo La Guaira | Venezuela | 2015 |
| Primera División | The Strongest       | Bolivia   | 2023 |